# قاسم‌کند (داغستان)
قاسم‌کند (به لاتین: Kasumkent) (به روسی: Касумкѐнт) 
(به لزگی: Кьасумхуьр) یک شهرک در روسیه است که در داغستان واقع شده‌است. قاسم‌کند در سال ۲۰۰۲ میلادی ۱۲۰۰۰ نفر جمعیت داشته است.
قاسم‌کند در ۳۸ کیلومتری دربند و در ۱۸۳ کیلومتری مخاچ‌قلعه جای دارد.

## نگارخانه

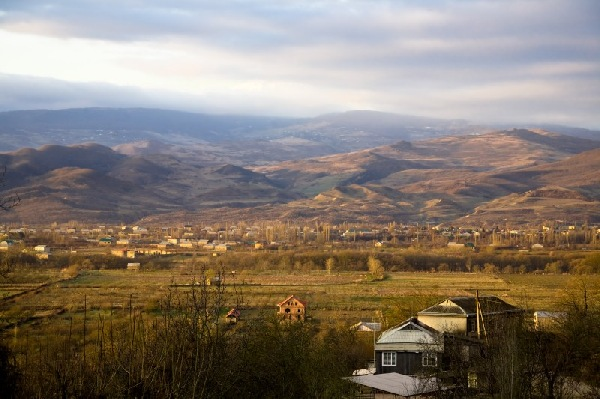
نمایی از قاسم‌کند